# Katun (flod)
Katun (russisk: Катунь, tr. Katun) er en flod i Republikken Altaj og Altaj kraj i Rusland. Den løber sammen med floden Bija og danner floden Ob, omkring 19 km sydvest for Bijsk. 
Katun er 688 km lang og har et afvandingsareal på 60.900 km². Den har sit udspring i gletsjerne på sydsiden af bjerget Belukha. Floden fryser til sent i november eller tidlig i december og bliver isfri igen i løbet af april. Katun har få bifloder, bl.a. Argut, Tjuja, Koksa og Sema. Floden er fremkommelig for skibsfart.